# Comuna Beala, Varna
Beala (în bulgară Бяла) este o comună în regiunea Varna, Bulgaria, formată din orașul Beala și satele Diulino, Gorița, Gospodinovo, Popovici și Samotino. 

## Demografie
Componența etnică a comunei Biala
     Turci (9,5%)
     Romi (3,17%)
     Bulgari (75,81%)
     Nicio identificare (10,95%)
     Altele (0,55%)
La recensământul din 2011, populația comunei Beala era de 3.242 locuitori. Din punct de vedere etnic, majoritatea locuitorilor (75,81%) erau bulgari, existând și minorități de turci (9,5%) și romi (3,17%). Pentru 10,95% din locuitori nu este cunoscută apartenența etnică.